# BMW R 57
La BMW R 57 est une version « sportive » de la motocyclette BMW R 52.